# Walle Danewid
Walter (Walle) Danewid (31 maart 1955) is een voormalig Zweedse golfcoach.
Danewid was teamcaptain van het Zweedse amateurteam voor vrouwen en won met hen in 2004 de Espirito Santo Trophy.
Hij was van 2006 tot 2011 de hoofdcoach van de Zweedse Golf Federatie. Het Zweedse damesteam werd in 2007 Europees kampioen en in 2008 Wereldkampioen. In 2009 en 2010 was hij assistant coach, van coach Dean Robertson van het Europese Palmer Cup Team.
Sinds eind 2010 werkte Danewid als captain voor de Nederlandse Golf Federatie. Als 'playing developer' begeleidt hij onder meer Tim Sluiter.
In 2021 was Danewid de HIO-koning (hole in one) van Zweden.